# Haplocestra similis
Haplocestra similis là một loài bướm đêm trong họ Noctuidae.